# Apilar pedres
Apilar pedres és una activitat amb diverses finalitats al llarg de la història de la humanitat. En diversos llocs muntanyencs, com al Tibet, l'estepa mongola i els Andes s'han emprat per a indicar les rutes. En la tradició celta servia per a marcar llocs, els americans indígenes els empraven per a enterrar als difunts i els mariners nòrdics els empraven per a guiar la seua navegació pels fiords noruecs. Els científics que estudien la conservació del medi ambient adverteixen que apilar pedres té efectes negatius sobre el medi ambient.

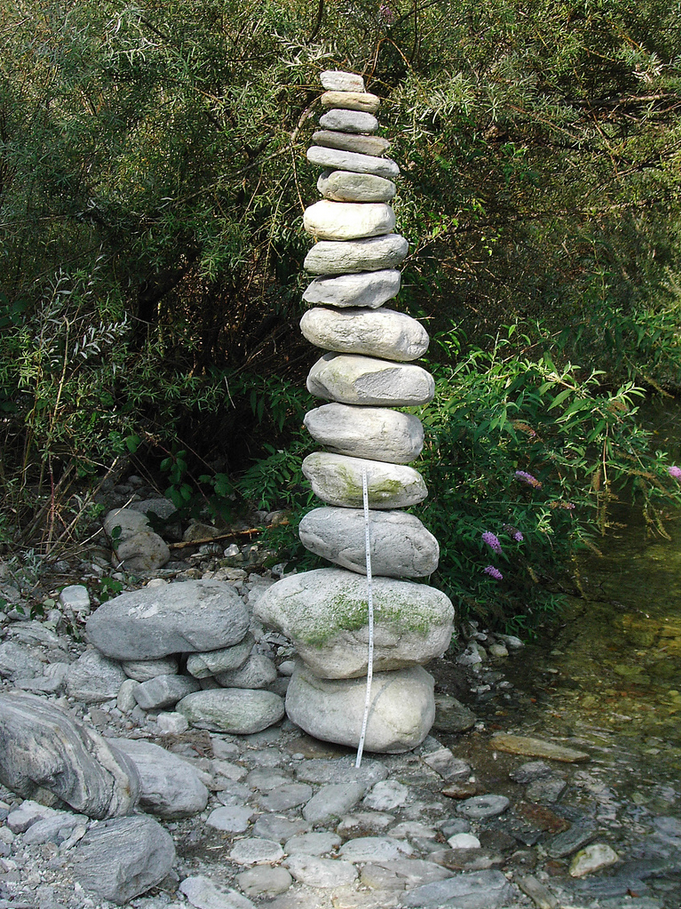
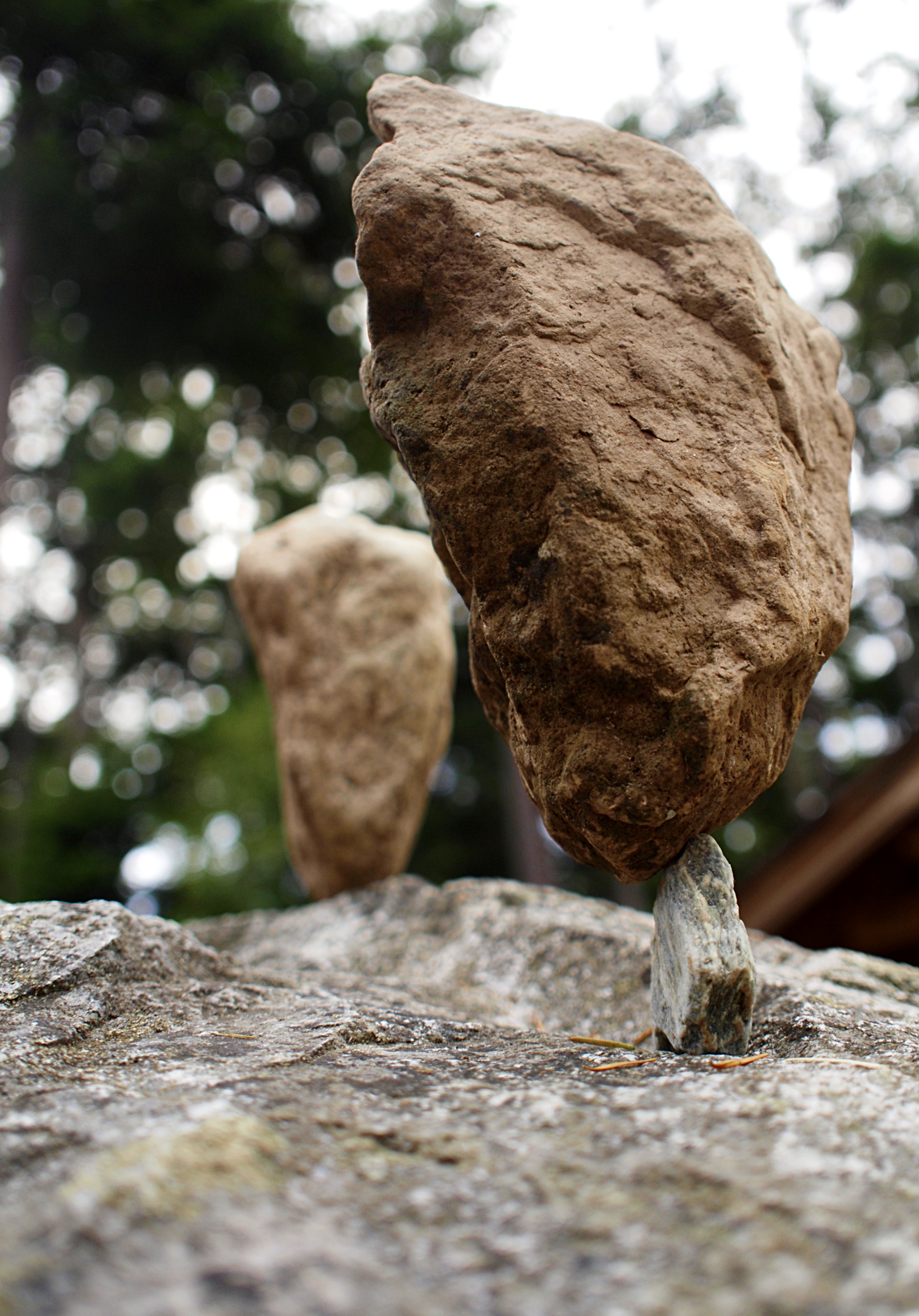
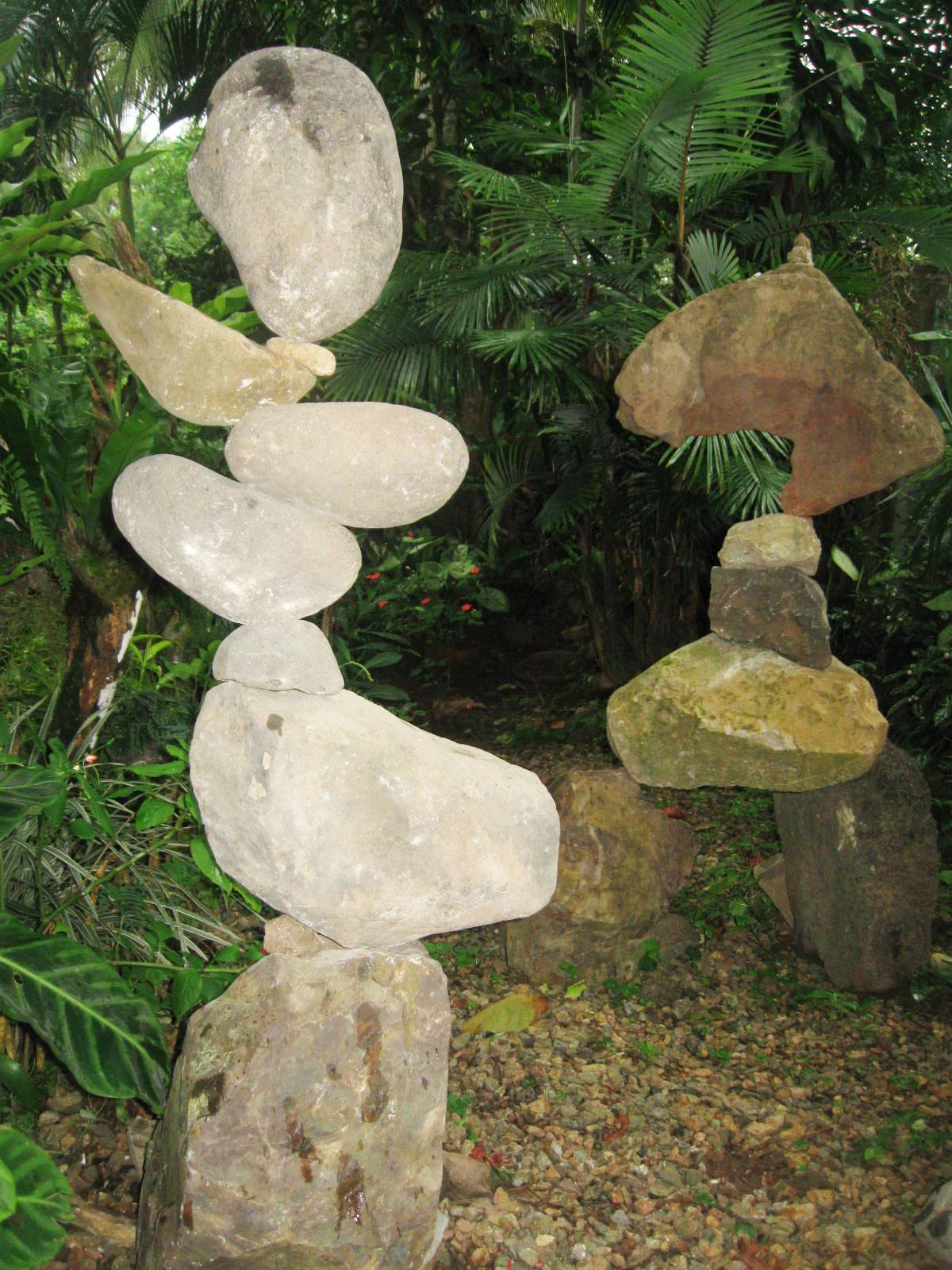
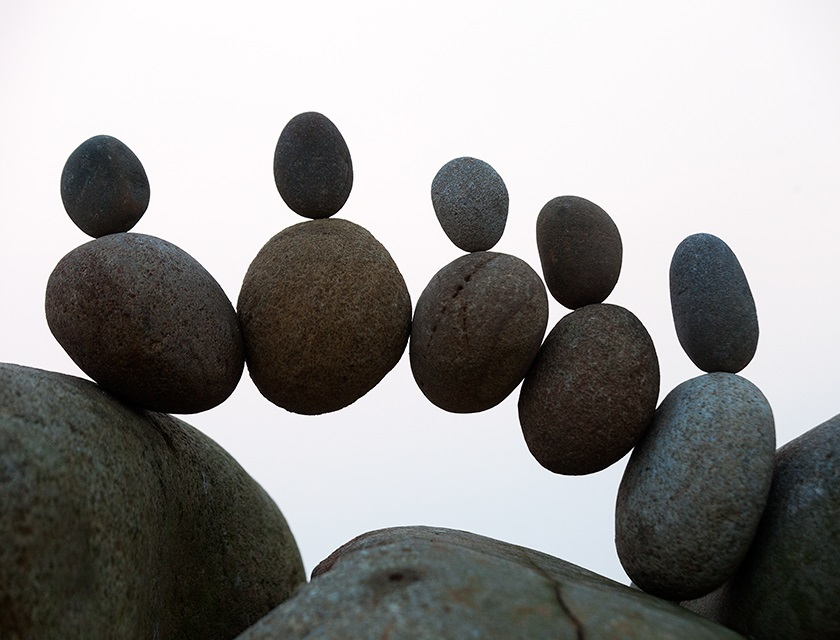